# فرودگاه تامپا پادانگ
فرودگاه تامپا پادانگ (به انگلیسی: Tampa Padang Airport) یک فرودگاه همگانی با کد یاتا MJU است که یک باند فرود آسفالت دارد و طول باند آن ۲۰۵۰ متر است. این فرودگاه در کشور اندونزی قرار دارد و در ارتفاع ۲ متری از سطح دریا واقع بود.

## شرکت‌های هواپیمایی و مقصدهای پروازی
| شرکت‌های هواپیمایی                  | مقصدهای پروازی                        |
| ---------------------------------- | ------------------------------------- |
| گارودا ایندونزیا اجرا توسط Explore | سلطان حسن‌الدین                        |
| Sriwijaya Air                      | سلطان حسن‌الدین                        |
| وینگز ایر                          | سلطان آجی محمد سلیمان, سلطان حسن‌الدین |